# Frederik Julius Kaas
Frederik Julius Kaas (født 24. august 1758 i København, død 11. januar 1827) var en dansk statsminister.

## Uddannelse
Frederik Julius Kaas var søn af admiral Frederik Christian Kaas (død 1804), blev født i København. Han blev 1770 page ved enkedronning Juliane Maries hof og udnævntes 4 år senere til sekondløjtnant à la suite i Ingeniørkorpset, året efter til virkelig sekondløjtnant.
Kaas havde imidlertid, uden at bevæggrunden dertil kendes, kastet sig over det juridiske studium, hvilket han drev ved Universiteterne i København og Kiel. Men samtidig opgav han dog ikke ingeniørvidenskaben, hvad der fremgår deraf, at han fra 1780-82 havde inspektionen over opførelsen af søbatterierne ved Kronborg. Sidstnævnte år tog han, privat dimitteret, eksamen artium, og samme år blev han juridisk kandidat ved Københavns Universitet.

## Embedsmandskarriere i Norge
1783, samme år som han tog afsked fra Ingeniørkorpset, udnævntes han til surnumerær assessor i Norges overhofret og blev samme år virkelig assessor i denne. 1786 blev han ved ægteskab besidder af Bærum Jernværk, hvis bestyrelse han selv overtog, og heri må man formodentlig søge grunden til, at han fratrådte sin stilling ved Overhofretten 1787. 
1789 blev Kaas assessor i Højesteret; men allerede 1790 opgav han dette embede og beskikkedes nu til adjungeret lagmand over Akershus lagdømme. 1792 trådte han som præsident i spidsen for Christiania kommunalbestyrelse, hvilken stilling han indtog indtil 1794, da han ansattes som generalauditør og deputeret i det norske Generalitets- og Kommissariatskollegium. Fra 1795-1802 beklædte Kaas stillingen som stiftamtmand over Akershus Stift. I dette tidsrum, da kysterne sattes i forsvarsstand mod den britiske sømagt, var Kaas fra 1801-1802 medlem af det norske feltkommissariat, der skulle besørge troppernes forplejning, indkvartering og fordeling. 
Skønt juridisk embedsmand bevarede Kaas sin militære interesse usvækket. Med iver medvirkede han til organisationen af en borgervæbning langs det sydlige Norges kyst. Han rejste som stiftamtmand rundt og holdt mønstring over korpserne, hvis uniform han selv anlagde, og han tilskyndede borgerne til at danne skydeselskaber. Ved denne militære iver satte Kaas sig fast i kronprinsens gunst, hvad der ses deraf, at kronprinsen i sin korrespondance med ham undertegnede sig som hans «særdeles hengivne».
Efter at Kaas således i et tidsrum af 19 år successive havde beklædt de ovenanførte stillinger, og efter at han havde levet sig fuldstændig ind i Christianias sociale forhold og var blevet en omgangsven af de anseteste familier, f.eks. Anker, Collett osv., kaldtes han 1802 ned til Danmark, i det han udnævntes til justitiarius i Højesteret. 1804 skiftede Kaas atter stilling, i det han blev præsident for det danske Kancelli, under hvilket bestyrelsen af justits- og politivæsenet samt kirke- og folkeskolevæsenet henhørte.
I den første periode af Kaas' virksomhed som kancellipræsident fandt ikke nogen større reform sted, da regeringens hele kraft blev beslaglagt af den krig, hvori rigerne droges ind efter Københavns bombardement 1807, først med England, senere også med Sverige.

## Striden om Sveriges tronfølger
Da svenskerne efter Gustav 4, Adolfs afsættelse i marts 1809 ville vælge den kommanderende general i Norge, prins Christian August af Augustenborg til tronfølger, og da Frederik 6. selv optrådte som kandidat til tronfølgen, ønskede han under denne ejendommelige situation at have en mand, der var ham trofast hengiven, i Norge. 11. april 1809 udnævntes da Kaas til medlem af regeringskommissionen i Norge og til midlertidig stiftsbefalingsmand over Akershus Stift og amtmand over Akershus Amt. Kort efter blev han tillige præses for den norske Overkriminalret. 
Mellem Kaas og Prins Christian August indtrådte et spændt forhold, der snart gik over til fjendskab. Kaas misbilligede prinsens krigsførelse som kommanderende general og kunne ikke forsone sig med hans valg til svensk tronfølger, da han ønskede, at Sveriges krone eventuelt skulle tilfalde Frederik 6. I følge et udbredt rygte, der fandt tiltro, skulle Kaas have stemplet prinsens færd som landsforræderisk, hvad Kaas imidlertid nægtede at have gjort. Ved en sammenkomst med den svenske general Gustaf Mauritz Armfelt i Svinesund drøftede Kaas en plan om det skete tronfølgevalgs kuldkastelse. Frederik 6. skulle i følge denne være svensk kronprins og adoptere Gustav Adolfs søn, Gustav Gustavsson af Wasa, der da skulle formæles med prinsesse Caroline.
Frederik 6. fandt denne plan under al kritik. Efter freden i Jönköping og Prins Christian Augusts afrejse til Sverige afskedigedes Kaas i januar 1810 fra de nævnte stillinger i Norge. Ved sin holdning over for den folkeyndede prins og ved en optræden, der ikke kan frikendes for hovmod og forfængelighed, havde Kaas forspildt den gunst, hvori han tidligere havde stået hos Christianias befolkning. Han vendte nu tilbage til København og overtog sit tidligere embede som kancellipræsident.

## Diplomat hos Napoleon
I den følgende krigsperiode, da Danmarks finansielle kræfter blev mere og mere udtømte, anvendtes Kaas i en diplomatisk sendelse, hvortil regeringen havde knyttet forventninger, der dog fuldstændig skuffedes. Han overbragte kejser Napoleon i april 1811 en lykønskning fra Frederik 6. i anledning af Kongen af Roms fødsel. Kaas skulle søge at indlede underhandling om tilbagebetaling af de penge, Danmark havde udgivet til det fransk-spanske hjælpekorps; men det lykkedes ham aldeles ikke at få spørgsmålet berørt. Heldigere var Kaas under sin sendelse til Napoleon i Dresden i juni 1813, da han skulle overbevise Napoleon om, at de danske troppers angreb på franskmændene ved Hamburg i maj 1813 kun havde været en tilfældighed og ikke skyldtes et systemskifte fra kongens Side, for hvilket det dog i virkeligheden havde været et udtryk. Napoleon beroligedes af Kaas' forklaring.

## Minister og tillidshverv
I december 1813 blev Kaas også justitsminister. Efter Freden i Kiel udnævntes han 30. april 1814 til gehejmestatsminister og i august 1815 tillige til chef for Københavns Politivæsen med Otto Himmelstrup Hvidberg som politidirektør under sig. Hvad Kaas virksomhed i denne egenskab angår, da taler Frederik Thaarup om hans "mægtige Vilje"; men under Jødefejden 1819-1820 sporedes denne i det mindste ikke gennem politidirektørens optræden. Kaas var medlem af den 1818 nedsatte kommission, der udarbejdede en oktroi for Nationalbanken, ved hvilken han som justitsminister blev kongelig bankkommissær. Den betydeligste reform, der i den anden periode af Kaas' virksomhed som kancelli præsident knyttedes til hans navn, var forordningen af 29. juli 1814 om Omordningen af Almue- og Borgerskolevæsenet.
Kaas var i tidens løb kommen i besiddelse af en række tillidshverv. 1802 blev han således medlem af direktionen for Det Classenske Fideicommis og 1805 forstander for Herlufsholms Skole og Gods, 1808 ordensvicekansler, 1824 ordenskansler og det følgende år æresmedlem af det kongelige nordiske Oldskriftselskab, ligesom han allerede 1808 var blevet æresmedlem af Kunstakademiet. Kaas blev kammerjunker 1782 (fra 1781), kammerherre 1792, hvid ridder 1803 og blå ridder 1815. Over for sine underordnede udmærkede han sig ved en human optræden. Kaas døde 11. januar 1827, samme dag som hans hustru, Kirstine født Nielsen (født 1757), enke efter den norske jernværksejer Conrad Clauson og datter af justitsråd, lagmand Poul Nielsen. 
I Kaas' ægteskab var en datter; han adopterede desuden sin hustrus børn af første ægteskab, og disse adledes 1804 under navnet Clauson-Kaas. Foruden Bærum jernværk, som han solgte 1791, ejede Kaas en kort tid (1813-17) Bernstorff Slot.